# KV8
KV8 무덤은 이집트 왕가의 계곡에 위치한 고대 이집트 제19왕조의 파라오 메르넵타의 무덤이다.
초반부의 복도는 160m 길이이이며 끝에 자리한 안치실은 원래 석관이 4개 들어갈 수 있도록 하였다. 이 가운데 바깥쪽 석관은 너무 커서 복도 내에 설치된 문설주를 없애고 다시 들여와야 했다. 그런 다음 문구를 새긴 사암블럭으로 문설주를 다시 만들어 복구하였으며 제비꼬리형 죔쇠로 제자리에 고정하였다.

## 위치와 구조
KV8는 왕가의 계곡 중앙부분, 람세스 2세 무덤 (KV7) 남쪽에 위치해 있으며 그 유명한 KV55와 거의 마주보고 있다. 그 옆에는 람세스 6세의 무덤 (KV9)가 있으며 투탕카멘의 무덤인 KV62와도 매우 가깝다. 지형상으로 계곡에 인접한 언덕 기슭에 자리잡고 있으며 정기적인 홍수에 노출되어 침수되기도 하였다.
아버지 람세스 2세의 무덤보다는 훨씬 단순한 구조이지만 KV5, KV7에도 존재하는 측실과 부실을 내어 놓았다. 약 165m 길이를 따라 일직선형 평면구조를 따르고 있으며 그 중간에 경로가 단절되는 일은 거의 없다. 이러한 메르넵타의 무덤 구조는 후대 파라오들이 따라야 했던 무덤 양식으로도 발돋움했다. 다만 몇가지 큰 변화사항이 없는 것은 아니었는데 석관의 통과를 용이하게 하기 위해 복도를 이전보다 더 넓게 만들고 경사도도 완만하게 만들었던 것이다. 장인들은 파라오의 거대한 석관이 지나갈 길을 만들기 위해 일부 문설주를 해체하고 장식된 사암블록으로 복원한 다음 제자리에 고정한 사실이 밝혀졌다. 또 왕가의 계곡 내에서 우물실을 두었던 최후의 무덤이기도 하다.
아버지의 무덤과 마찬가지로 입구 경사로 (A)는 길게 뻗어 있으며 아름다운 벽화가 새겨져 있다. 그 다음에는 긴 복도 3개 (B, C, D)와 중앙부에 우물을 둔 방 (E)이 이어진다. 그 너머로는 기둥실, 즉 하이포스타일 양식의 방 (F)을 두고 있으며 여기서 측실 (Fa)과 그에 딸린 부실 (Faa)을 두고 있는데 이곳은 홍수의 영향을 받지 않았다. 메르넵타의 카노푸스 단지를 보관하거나 람세스 2세를 기리기 위한 공간으로 사용된 것으로 추정된다.
방 (F) 끝에는 또다른 복도 (G)가 시작되며 방 (H)로 이어진다. 마지막 복도 (I)는 넓고 큰 규모의 안치실 (J)과 4개의 측면부실 (Ja, Jb, Jc, Jd)로 통한다. 안치실의 맨 끝에 있는 문은 방 (K)와 3개의 소형 창고 (Ka, Kb, Kc)로 이어진다.
방 (F)의 기둥도 석관이 통과할 수 있도록 제거되었으며 그 가운데 2개만 복원되었다. 나머지 2개는 장인의 마을 (데르엘메디나)의 노동자였던 파네브가 빼돌려서 본인의 무덤 (TT211)에 활용했다는 설이 있다. 실제로 그의 무덤에 있는 기둥은 KV8의 기둥과 양식과 만듦새가 몹시 유사하다. 안치실 (J)는 아치형 천장을 두고 있으며 8개의 기둥이 쌍을 이루며 받치고 있다. 이러한 구조의 안치실은 전임 파라오 세티 1세 (KV17)과 람세스 2세 (KV7)의 안치실 구조에서 찾아볼 수 있다.

## 사진

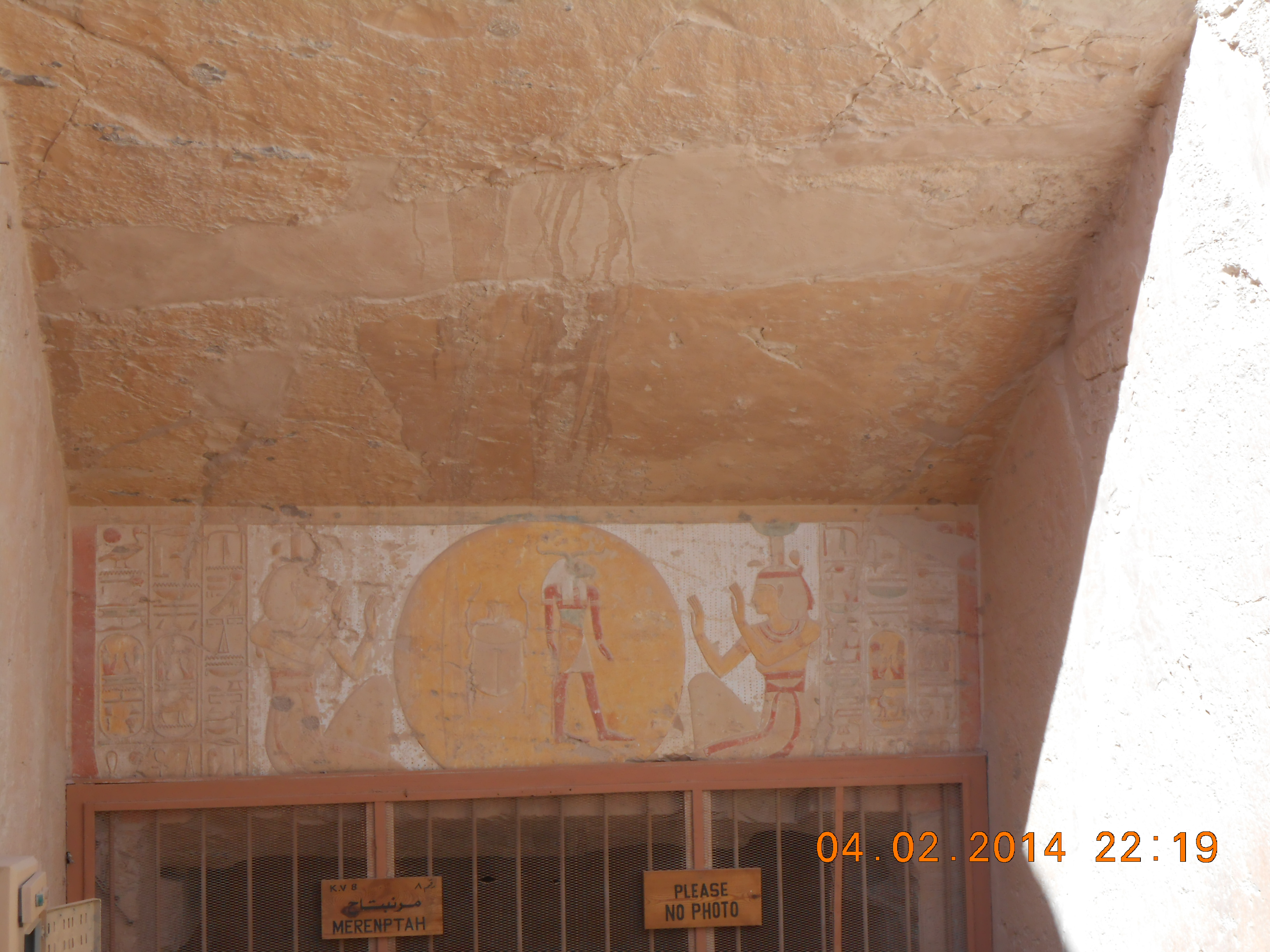
무덤 입구의 삼인방
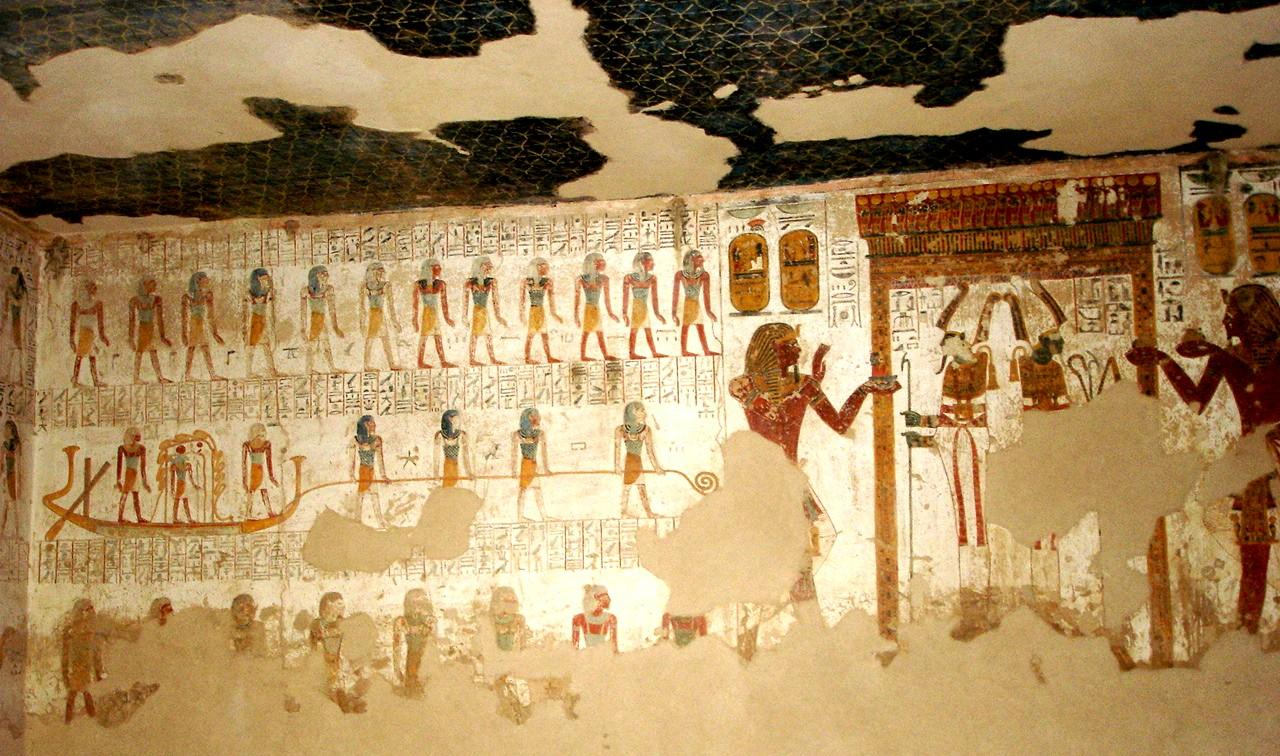
무덤 내 벽화
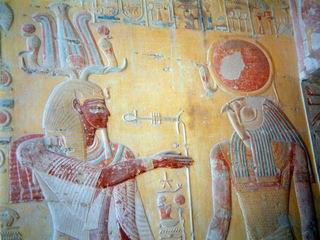
호루스 신의 벽화
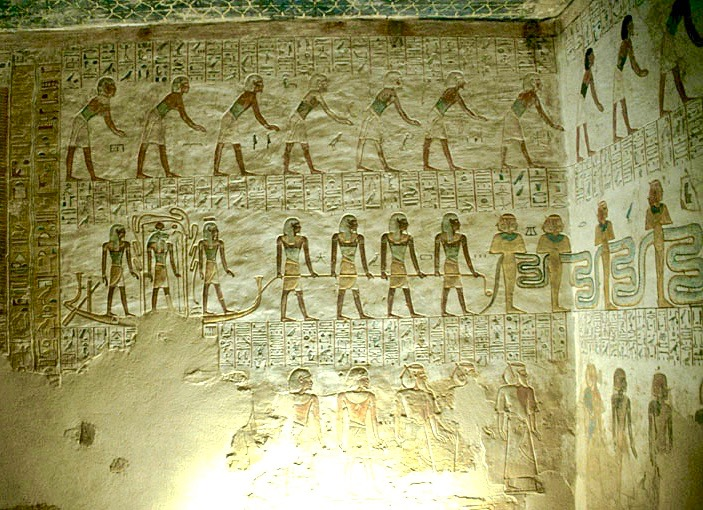
암두아트의 한 장면을 새긴 벽화
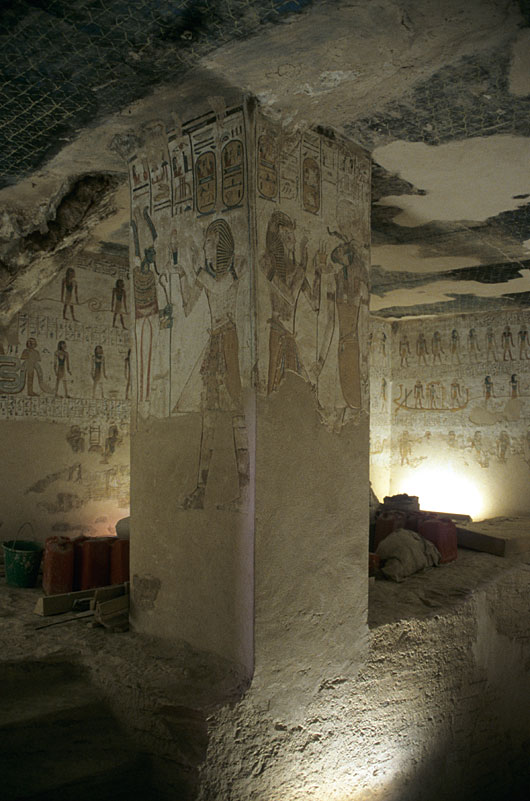
안치실의 기둥 (E)
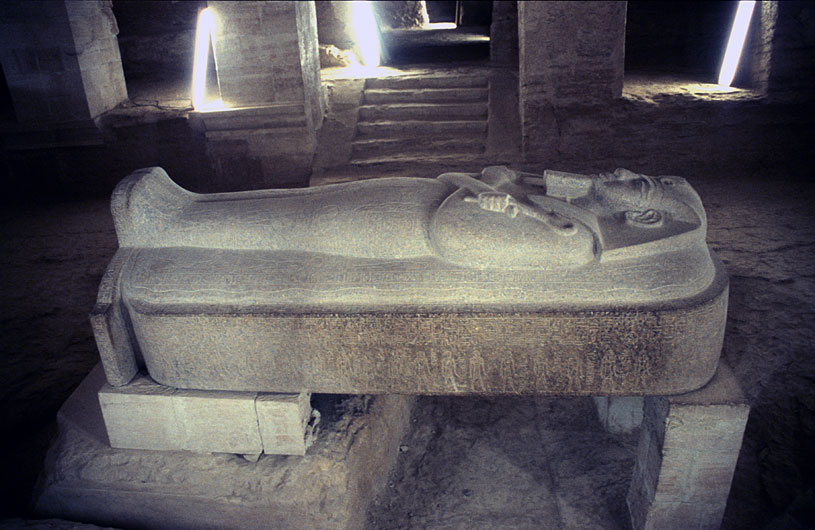
파라오의 석관
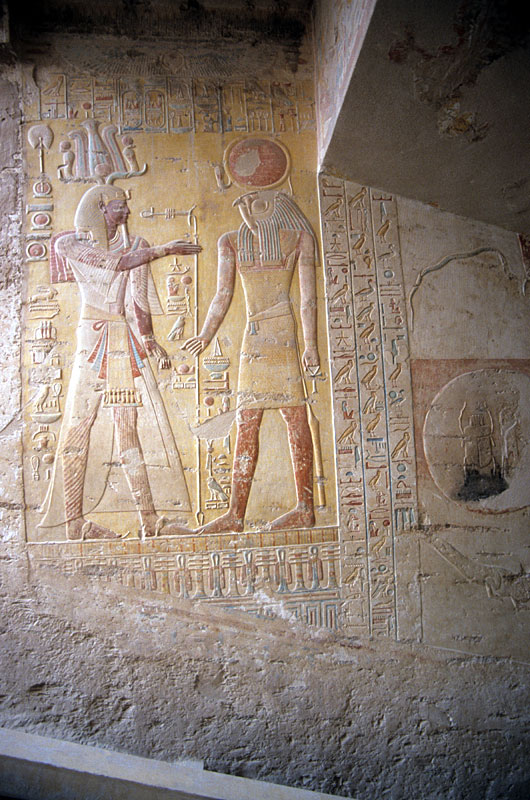
메르넵타가 레호라흐티 앞에 서 있는 벽화